# Agyrta porphyria
Agyrta porphyria là một loài bướm đêm thuộc phân họ Arctiinae, họ Erebidae.